# Holochilus
Las ratas acuáticas, ratas de agua o ratas de bañado (Holochilus) son un género de roedores cricétidos integrado por 4 especies vivientes, las que habitan en humedales del norte, centro y centro-sur de Sudamérica.

## Taxonomía
Este género fue descrito originalmente en el año 1835 por el zoólogo y naturalista alemán Johann Friedrich von Brandt, como un subgénero dentro de Mus.
Su especie tipo es: Holochilus sciureus Wagner, 1842; la misma fue asignada en el año 1999 por designación subsecuente, a fin de continuar el uso tradicional que se hacía del género identificando con él a sigmodóntinos miomórfidos. Según explican R. Voss y N. Abramson, los autores de la propuesta, la especie tipo Mus (Holochilus) leucogaster Brandt, 1835 no cuenta con ejemplar tipo y se basa en realidad en un espécimen de Trinomys.
Taxonómicamente, la inclusión de Holochilus en Oryzomyini es sostenida por amplios estudios, cladísticos, morfológicos, cariológicos y de características moleculares.
Tradicionalmente en este género se incluía la especie extinta Holochilus primigeneus conocida desde el Pleistoceno medio de Bolivia; la cual al momento de describirla en el año 1996, Scott Steppan la consideró posiblemente el taxón ancestral de los Holochilus vivientes. Sin embargo, descubrimientos posteriores concluyeron en separar a este taxón de Holochilus e incluirlo en un género monotípico: Reigomys primigeneus.

### Subdivisión
La taxonomía de los Holochilus vivientes todavía presenta numerosos interrogantes. Sobre la base de diferencias en la morfología cráneo-dentaria, se reconocen al menos 4 morfotipos, los cuales son asimilables con las formas nominales de 4 sendas especies.
Siguiendo este esquema, este género se compone de 4 especies vivientes:
- Holochilus brasiliensis (Desmarest, 1819)[10] - Rata de agua chica, rata acuática colorada o rata colorada.
- Holochilus chacarius Thomas, 1906 - Rata acuática chaqueña.
- Holochilus sciureus Wagner, 1842 - Rata acuática amazónica.
- Holochilus lagigliai Pardiñas, Teta, Voglino & Fernández, 2013[11]

## Distribución geográfica y hábitat

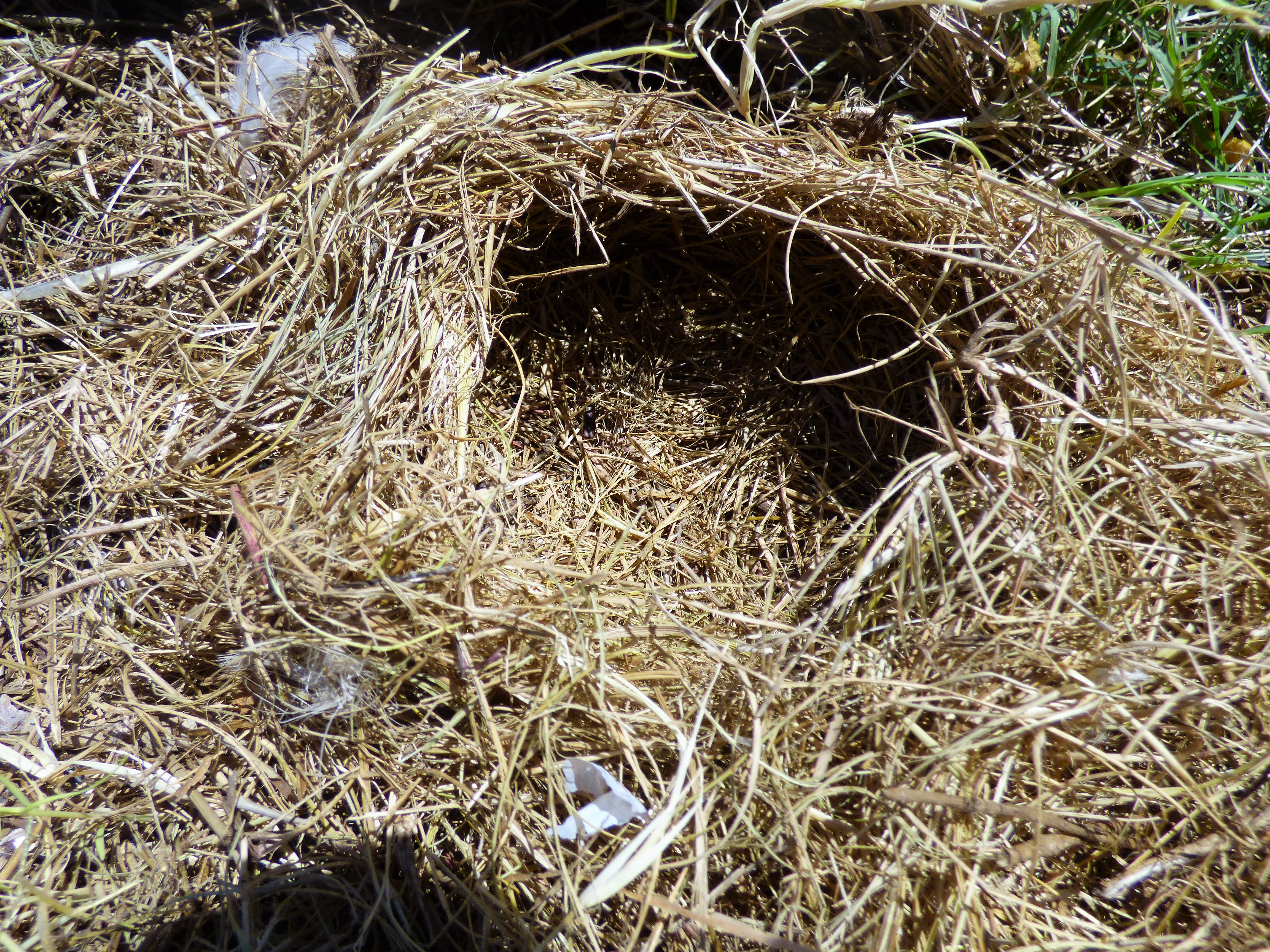
Nido de Holochilus en Uruguay. Fotografía del MNHN.

Sus especies se distribuyen desde las Guayanas, Venezuela, Colombia, este de Ecuador y del Perú, Bolivia, Paraguay, gran parte de Brasil y del Uruguay y el nordeste de la Argentina hasta el sur de la provincia de Buenos Aires y el curso medio del río Atuel en el departamento San Rafael (provincia de Mendoza) en la misma república.
Se trata de formas de hábitos anfibios que viven en climas desde tropicales hasta templados habitando en cuerpos de agua dulce, lóticos o lénticos, con abundante vegetación palustre.